# Richard Ege
Richard Ege, född 24 oktober 1891, död 9 mars 1974, var en dansk kemist.
Egede blev filosofie doktor 1902 och professor i biokemi vid Köpenhamns universitets medicinska fakultet 1928. Förutom specialarbeten i medicinsk kemi, behandlande blodsockret, pepsinet med mera, författade Ege ett flertal sammanfattande och populärvetenskapliga skrifter, bland annat De tolv Sanser (1921), Kön og Alder (1922, svensk översättning 1923), och Lærebog i fysiologisk Kemi (1931).